# Kristallnacht (album)
Kristallnacht je studiové album amerického hudebního skladatele a saxofonisty Johna Zorna. Zorn se ve své tvorbě do značné míry inspiruje židovskou tematikou. Dílo Kristallnacht je inspirováno událostmi před, během a po nacistickém protižidovském pogromu, Křišťálové noci, která se odehrála v listopadu 1938. Album bylo nahráno během dvou dnů, 9. a 10. listopadu 1992, což jsou dny, během kterých se Křišťálová noc odehrála. Album bylo původně vydáno japonským hudebním vydavatelstvím Eva Records roku 1993, když pak o dva roky později Zorn založil vlastní vydavatelství Tzadik Records, vyšlo zde znovu i toto album. Album obsahuje celkem sedm skladeb.

## Seznam skladeb
Autorem všech skladeb je John Zorn.
| Pořadí         | Název                                 | Délka |
| -------------- | ------------------------------------- | ----- |
| 1.             | Shtetl (Ghetto Life)                  | 5:55  |
| 2.             | Never Again                           | 11:46 |
| 3.             | Gahelet (Embers)                      | 3:27  |
| 4.             | Tikkun (Rectification)                | 3:02  |
| 5.             | Tzfia (Looking Ahead)                 | 8:49  |
| 6.             | Barzel (Iron Fist)                    | 2:02  |
| 7.             | Gariin (Nucleus – The New Settlement) | 7:59  |
| Celková délka: | Celková délka:                        | 42:44 |

## Obsazení
- Anthony Coleman – klávesy
- Mark Dresser – baskytara
- Mark Feldman – housle
- David Krakauer – klarinet, basklarinet
- Frank London – trubka
- Marc Ribot – kytara
- William Winant – perkuse